# فرانک فلچر (بازیکن فوتبال)
فرانک فلچر (انگلیسی: Frank Fletcher؛ 1874 – ۱۹۳۶ (۶۱−۶۲ سال)) بازیکن فوتبال بود.
از باشگاه‌هایی که در آن بازی کرده‌است می‌توان به باشگاه فوتبال ردینگ اشاره کرد.